# 杜軫
杜軫（？—？），字超宗，蜀郡成都人。杜軫師事學者譙周，博涉經書。州闢不就，任郡功曹史。入晉後，官至犍為太守。

## 生平
年少時拜譙周為師，博涉經書。初為郡功曹史。魏景元四年（263年），魏國大將鄧艾率兵進入成都。蜀郡太守張侯不肯出太守府。杜軫進言說：「現在魏國大軍到來，必然廢除舊的官吏，重新任命，您應該及早離開郡府，這才是避禍全福之道。」張侯於是太守離開郡府。鄧艾果然派遣參軍牽弘到達郡府，向杜軫詢問太守去向，軫正色答：「前太守明白去留的關鍵，於是自行離開官舍等待你們到來。」牽弘因此器重他，再任命其為功曹，不過杜軫辭讓。
泰始四年（268年）三月，羅憲跟隨晉武帝司馬炎在華林園參與宴會，晉武帝詢問蜀漢大臣的子弟，又問起其中適合任用者，羅憲推薦了常忌、杜軫、壽良、陳壽、高軌、呂雅、許國、費恭、諸葛京和陳裕，他們隨即分等級得到了進用，都在當時知名於世。
後軫被舉薦為孝廉，歷建寧、池陽令。在任施德政、行教化，夷夏悅服，百姓在他活著的時候就為他立祠，被他判罪的人也不怨恨他。
杜軫威儀有容觀，朝廷都認為他很出色。當時與梓潼涪人李驤齊名，每次有論議，朝廷中沒有人能勝過他們，士人號“蜀有二郎”。後拜犍為太守，對待百姓恩惠愛護，甚有聲譽。軫既才學兼該，而氣量倜儻，武帝雅識之，剛想用為內侍，適逢杜軫病逝。死亡歲數一說五十八一說五十一。

## 家庭

### 父親
- 杜雄，字伯休，官至蜀漢安漢、雒縣縣令。

### 兄弟
- 杜烈，字仲武，西晉官員，為人公正坦率，和順純粹，名譽與兄長杜軫相當[9]。
- 杜良，字幼倫，西晉官員，被舉薦為秀才，歷任茶陵、新都縣令、國王郎中令，遷涪陵、建寧太守。

### 兒女
- 杜毗，字長基，世人稱毗與秀為“二鳳”。[10]後為杜弢所害。
- 杜秀，字彥穎，世人稱毗與秀為“二鳳”。

### 孫兒
- 杜歆，杜毗次子。[11]

## 延伸阅读
[在维基数据编辑]
 《晉書·卷090》，出自房玄齡《晉書》